# Nicolas Coppin
Nicolas Coppin, ook Claes Coppijn of gelatiniseerd Nicolaus Copinus de Montibus (Bergen, ca. 1476 – 16 juni 1535) was een theoloog, inquisiteur van de inquisitie in de Nederlanden en censor in de Spaanse Nederlanden.

## Academische loopbaan
Coppin kwam uit Bergen en ging in 1494 naar Leuven om artes te studeren aan Pedagogie De Valk. De Leuvense universiteit verleende hem in 1498 de titel magister. Daarna behaalde hij in 1513 een doctoraat in de godgeleerdheid. Omstreeks 1510 was Coppin regent geworden aan het college en in de jaren 1512, 1520 en 1528 was hij rector van de universiteit. In 1520 volgde hij de latere paus Adriaan Boeyens op als deken van de Sint-Pieterskerk. Hij verliet De Valk en begon te doceren aan de theologische faculteit, waarvan hij herhaaldelijk decaan was.

## Inquisiteur en censor
Na het ontslag van Frans van der Hulst begin 1524 wilde landvoogdes Margaretha een gecentraliseerde inquisitie behouden. Ze droeg drie kandidaten voor aan paus Clemens VII, die een onderzoek gelastte door de nuntius Lorenzo Campeggio. Het resultaat was dat ze op 17 juni 1524 alle drie werden benoemd tot inquisiteur-generaal. De collega's van Coppin waren Olivier Buedens en Nicolaas Houzeau. Hun apostolische volmacht gold voor het vervolgen van ketterij in geheel Alemania Inferiori, maar informeel lijkt een zekere territoriale verdeling te hebben geheerst. Coppin was actief het hertogdom Brabant, de heerlijkheid Mechelen, het graafschap Holland en het graafschap Zeeland. Ook maakte hij gebruik van de mogelijkheid om zijn macht te delegeren aan onderinquisiteurs: in 1525 stelde hij Pieter van der Goude aan in Holland en in 1527 Jean Frelin in Flandre gallicante.
Doordat de paus op 12 februari 1525 een vierde inquisiteur-generaal benoemde in de persoon van de Luikse prins-bisschop Everhard van der Marck, ontstond een conflict. De regering in Brussel kon geen inmenging aanvaarden van een buitenstaander in Habsburgse gebieden. Nadat ook Coppin had geklaagd over de prins-bisschop en de Luikse officialiteit, toonde de paus begrip. In zijn breve van 20 maart 1525 waarborgde hij de onafhankelijkheid van het ambt van inquisiteur-generaal.
Na zijn benoeming verzuurde Coppins aanvankelijk goede relatie met Desiderius Erasmus.
In de zomer van 1525 was Coppin in Holland. Hij voerde het proces van de aangehouden priester Johannes Pistorius uit Woerden. Bijgestaan door Godschalk Rosemondt en Ruard Tapper besloot hij tot de doodstraf.
Een ander geruchtmakend proces vond plaats in 1527 in Brussel, waar een conventikel van een zestigtal personen was ontdekt rond pastoor Claes van der Elst. Coppin stelde ad hoc een inquisitieraad samen waarin hij zetelde naast Jacobus Latomus en twee raadsheren van de Raad van Brabant. Hier waren de straffen relatief mild. Ketterij was voor Coppin een concept dat hardnekkigheid veronderstelde, dus wie niet volhardde kwam er vanaf met geestelijke, financiële of banstraffen.
Datzelfde jaar verleende hij als censor zijn goedkeuring aan de Vorstermanbijbel, ondanks de reformatorische inspiratie. Ook in de Franstalige Bijbel van Jacques Lefèvre d'Étaples, die in 1530 werd gedrukt bij Merten de Keyser in Antwerpen, zag hij geen graten. Door verstrengende normen kwamen deze bijbels in 1546 toch terecht op de Leuvense Index.
In 1528 veroordeelde Coppin de Zeeuwse priester Adrianus Cordatus tot het volgen van theologische studies in Leuven. Dit had geen blijvend effect op de overtuiging van de betrokkene. Een ander inquisitoriaal onderzoek betrof Willem van Zwolle in 1528-1529.
Coppin stierf in 1535 en kreeg geen directe opvolger. In zijn testament begunstigde hij de Pedagogie De Valk en het Heilige Geestcollege.